# Teplîcine
Teplîcine (în ucraineană Тепличне) este o așezare de tip urban din orașul regional Zaporijjea, regiunea Zaporijjea, Ucraina. În afara localității principale, nu cuprinde și alte sate.

## Demografie
Componența lingvistică a așezării de tip urban Teplîcine
     Ucraineană (59,2%)
     Rusă (40,08%)
     Alte limbi (0,04%)
Conform recensământului din 2001, majoritatea populației așezării de tip urban Teplîcine era vorbitoare de ucraineană (59,2%), existând în minoritate și vorbitori de rusă (40,08%).